# Buena Vista, Acaxochitlán
Buena Vista är en ort i Mexiko.   Den ligger i kommunen Acaxochitlán och delstaten Hidalgo, i den sydöstra delen av landet, 130 km nordost om huvudstaden Mexico City. Buena Vista ligger 2 136 meter över havet och antalet invånare är 297.
Terrängen runt Buena Vista är varierad. Runt Buena Vista är det tätbefolkat, med 319 invånare per kvadratkilometer. Närmaste större samhälle är Huauchinango, 8,4 km öster om Buena Vista. I omgivningarna runt Buena Vista växer i huvudsak blandskog.